# 松原石
松原石（まつばらせき、 Matsubaraite）は、2002年に発表された日本産新鉱物で、フォッサマグナミュージアムの鉱物学者、宮島宏などにより、新潟県糸魚川市青海地域で採取されるヒスイから発見された。化学組成はSr4Ti5(Si2O7)2O8。単斜晶系でチェフキン石スーパーグループ・チェフキン石サブグループに属する。国立科学博物館の鉱物学者、松原聰の記載鉱物学への貢献をたたえて命名された。記載地の新潟県糸魚川市小滝川と、岡山県新見市大佐山でしか発見されていない。
松原石のチタンが一つジルコニウムに置換すると、蓮華石（Sr4ZrTi4(Si2O7)2O8）となる。